# Seznam avstralskih dirigentov
Seznam avstralskih dirigentov.

## B
- Richard Bonynge
- Alexander Briger

## D
- Brett Dean

## G
- Percy Grainger

## H
- Bernard Heinze

## M
- Charles Mackerras

## V
- Vladimir Verbitsky

## Y
- Simone Young

## Z
- Alberto Zelman